# Synema aequinoctiale
Synema aequinoctiale es una especie de araña del género Synema, familia Thomisidae.

## Distribución
Esta especie se encuentra en México y Guayana Francesa.

## Taxonomía
Fue descrita por Taczanowski en 1872.
Tratamiento taxonómico
La especie aparece registrada y publicada en Les aranéides de la Guyane française. Horae Societatis Entomologicae Rossicae 9: 64–112, pl. 3–4.